# Fourieroptik
Die Fourieroptik (nach Jean Baptiste Joseph Fourier) ist ein Teilbereich der Optik, in dem die Ausbreitung von Licht mit Hilfe der Fourier-Analyse untersucht wird. Die Fourieroptik berücksichtigt die Wellennatur des Lichtes, vernachlässigt aber z. B. die Polarisation.
Die Fourieroptik beschreibt die Wechselwirkung von Lichtwellen mit optischen Systemen (z. B. Linsen, Blenden oder Gitter) durch die Anwendung der Fouriertransformation. Eine zweite Linse macht die Transformation der ersten Linse rückgängig. In der Brennebene der ersten Linse kann das Bild manipuliert werden. Durch Ausblenden können bestimmte Fourierkomponenten unterdrückt werden, wodurch eine Glättung der Bilder erreicht wird.

## Hintergrund
Die Grundlage der Fourieroptik ist die Feststellung, dass das Fraunhofer-Beugungsmuster der Fouriertransformierten des beugenden Objekts entspricht.
Fällt kohärentes Licht mit der räumlichen Amplitudenverteilung {\displaystyle E_{e}} auf eine Struktur mit der räumlichen Transmissionsverteilung {\displaystyle \tau }, so ist die Feldverteilung unmittelbar hinter der beugenden Struktur:
{\displaystyle E_{t}=E_{e}\cdot \tau .}
Im Fernfeld der Struktur gilt für die Amplitudenverteilung:
{\displaystyle E(x,y)=A(x,y,z_{0})\cdot \int \limits _{-\infty }^{\infty }E_{t}(x',y')\cdot \operatorname {e} ^{-{\text{i}}2\pi (xx'+yy')/(\lambda z_{0})}\mathrm {d} x'\mathrm {d} y'.}
Dabei ist
- {\displaystyle z_{0}} der Abstand von der beugenden Struktur
- {\displaystyle x,y} die transversalen Koordinaten
- {\displaystyle A} ein Phasenfaktor.
- {\displaystyle \lambda } die Wellenlänge

Analog zur Frequenz bei der zeitlichen Fouriertransformation definiert man die Raumfrequenzen:
{\displaystyle {\begin{aligned}\nu _{x}&:={\frac {x}{\lambda \cdot z_{0}}}\\\nu _{y}&:={\frac {y}{\lambda \cdot z_{0}}},\end{aligned}}}
es folgt
{\displaystyle \Rightarrow E(\nu _{x}(x),\nu _{y}(y))=A(x,y,z_{0})\cdot \int \limits _{-\infty }^{\infty }E_{t}(x',y')\operatorname {e} ^{-{\text{i}}2\pi (\nu _{x}x'+\nu _{y}y')}\mathrm {d} x'\mathrm {d} y'.}
Das Fernfeld ist also gegeben durch die zweidimensionale Fouriertransformierte {\displaystyle {\mathcal {F}}} des Felds {\displaystyle E_{t}} unmittelbar hinter der beugenden Struktur:
{\displaystyle E=A\cdot {\mathcal {F}}\left[E_{t}\right]\left(\nu _{x},\nu _{y}\right).}

### Bedeutung der Raumfrequenzen
Ein Strahl vom Punkt {\displaystyle (x,y,z_{0})} in der Beobachtungsebene bis zum Punkt {\displaystyle (0,0,0)} in der Ebene der beugenden Struktur schließt mit der {\displaystyle z}-Achse folgende Winkel ein:
{\displaystyle \tan(\alpha )={\frac {x}{z_{0}}}=\lambda \cdot \nu _{x}\qquad \tan(\beta )={\frac {y}{z_{0}}}=\lambda \cdot \nu _{y}.}
Für nicht zu große Winkel (also für nicht zu große {\displaystyle x,y}) folgt hieraus (Kleinwinkelnäherung):
{\displaystyle \alpha \approx {\frac {x}{z_{0}}}=\lambda \cdot \nu _{x}\qquad \beta \approx {\frac {y}{z_{0}}}=\lambda \cdot \nu _{y}.}
Licht, das im Fernfeld nah der optischen Achse liegt, entspricht also niedrigen Raumfrequenzen, während weiter außen liegendes Licht zu hohen Raumfrequenzen gehört.
Feine Strukturen im Objekt, also solche, die sich räumlich schnell ändern, gehören zu hohen Raumfrequenzen; entsprechend stellen gröbere Strukturen kleinere Raumfrequenzen dar.

### Typische Anwendungen
1. Optische Bildverarbeitung: Kantenfilter, Tiefpass, Hochpass im Fourierraum[2]
2. Beugungstheorie: Erklärt Interferenz- und Beugungsbilder (z. B. bei Gittern)
3. Mikroskopie: Auflösung als Begrenzung im Fourierraum
4. Holographie: Speicherung und Rekonstruktion der komplexen Wellenfront
5. Laserstrahlformung: Räumliche Tiefpassfilterung für einen sauberen Gauß-Strahl[3]

## Beispiel Doppelspalt

Intensitätsverteilung hinter einem Doppelspalt (rot). Die Einhüllende (grau) ist das Beugungsbild, wenn nur einer der beiden Einzelspalte offen ist.

Das beugende Objekt sei ein ebener Schirm mit zwei rechteckigen, spaltförmigen Öffnungen. Der Schirm liege in der {\displaystyle z=0} Ebenen. Die Ränder der Spalten verlaufen parallel zur y- bzw. x-Achse. Die Mittelpunkte der beiden Spalten liegen auf der x-Achse bei {\displaystyle (d/2,0,0)} bzw. {\displaystyle (-d/2,0,0)}, der Abstand der Mittelpunkte beträgt also {\displaystyle d}. Die Breiten beider Spalte in x-Richtung haben den gleichen Wert {\displaystyle a} und ihre Ausdehnungen in y-Richtung haben ebenso gleich große Werte, nämlich {\displaystyle b}. Für den Abstand der Spaltenmittelpunkte wird {\displaystyle d>a} vorausgesetzt, somit ist der durchlässige Bereich der Blende  durch zwei rechteckigen Öffnungen definiert:
{\displaystyle -b/2<y<b/2\quad } und {\displaystyle \quad -a/2+p(d/2)<x<a/2+p(d/2)\quad } mit {\displaystyle p=-1,1}
Einem solchen Schirm entspricht die Transmissionsfunktion:
{\displaystyle E_{t}=E_{e}\cdot \tau =E_{e}\cdot \left[\delta (x+d/2)*\operatorname {rect} \left({\frac {x}{a}}\right)+\delta (x-d/2)*\operatorname {rect} \left({\frac {x}{a}}\right)\right]\operatorname {rect} \left({\frac {y}{b}}\right)}
{\displaystyle \operatorname {rect} (x)} ist die Rechteckfunktion und {\displaystyle *} der Faltungsoperator. Die Fouriertransformierte einer Faltung ist gleich dem Produkt der Fouriertransfomierten der gefalteten Funktionen. Die Rechteckfunktion hat als Fouriertransformierte eine Sinc-Funktion und die Summe aus den beiden nach links bzw. rechts verschobenen Delta-Funktionen führen zu dem Cosinus in der folgenden Formel. Bei einer in Richtung {\displaystyle z} einfallenden ebenen Welle ist {\displaystyle E_{e}} auf der Ebenen {\displaystyle z=0} für alle {\displaystyle x,y} gleich und konnte somit vor das Integral gezogen werden.
{\displaystyle E(x,y)=A(x,y,z_{0})\cdot E_{e}\cdot ab\left({\frac {\sin \pi \nu _{x}a}{\pi \nu _{x}a}}\right)2\cos(\pi \nu _{x}d)\left({\frac {\sin \pi \nu _{y}b}{\pi \nu _{y}b}}\right)}
Daraus folgt für die Intensität auf einem Beobachtungsschirm parallel zu einer {\displaystyle x,y}-Ebenen bei {\displaystyle z=z_{0}} im Fernfeld bei großem Abstand, {\displaystyle z_{0}\gg d^{2}/\lambda } in der Mitte bei {\displaystyle y=0} der folgende Intensitätsverlauf:
{\displaystyle I(\nu _{x}(\alpha ))=I_{0}\left({\frac {\sin \pi \nu _{x}a}{\pi \nu _{x}a}}\right)^{2}\cos ^{2}(\pi \nu _{x}d)}
Dabei ist {\displaystyle I_{0}} die Intensität bei {\displaystyle (x,y,z)=(0,0,z_{0})}. Zu einem Punkt {\displaystyle (x,0,z_{0})} auf dem Beobachtungsschirm gehören die Werte {\displaystyle \nu _{x}\approx {\frac {x}{z_{0}\lambda }}={\frac {\alpha }{\lambda }}} und {\displaystyle \nu _{y}=0}.
Der Faktor mit dem quadrierten Cosinus beschreibt eine abwechselnden Folge von Intensitätsmaxima und Punkten mit der Intensität null, wobei die Abstände der Nullstellen durch den Abstand {\displaystyle d} der Spaltenmittelpunkte bestimmt wird. Der Faktor mit der quadrierten Sinc-Funktion definiert eine Einhüllende, die die Höhe der Maxima links und rechts von der Mitte nach außen hin abschwächen, die Schnelligkeit der Abschwächung wird durch die Breite {\displaystyle a} der Spalten bestimmt, je breiter die beiden Spalten sind, desto schneller vermindert sich die Intensität zu den Seiten hin. Dieser hier angebene Intensitätsverlauf steht im Zentrum bei der Auswertung von Doppelspaltexperimenten.